# Комарово (Артинский муниципальный округ)
Комарово — деревня в Свердловской области, входящая в муниципальное образование Артинский городской округ. Расположена в 21 км от административного центра — посёлка городского типа Арти. Является частью Пристанинского сельского совета.

## Население
По данным 2010 года, в деревне проживает 13 человек.